# Ovid (cràter)

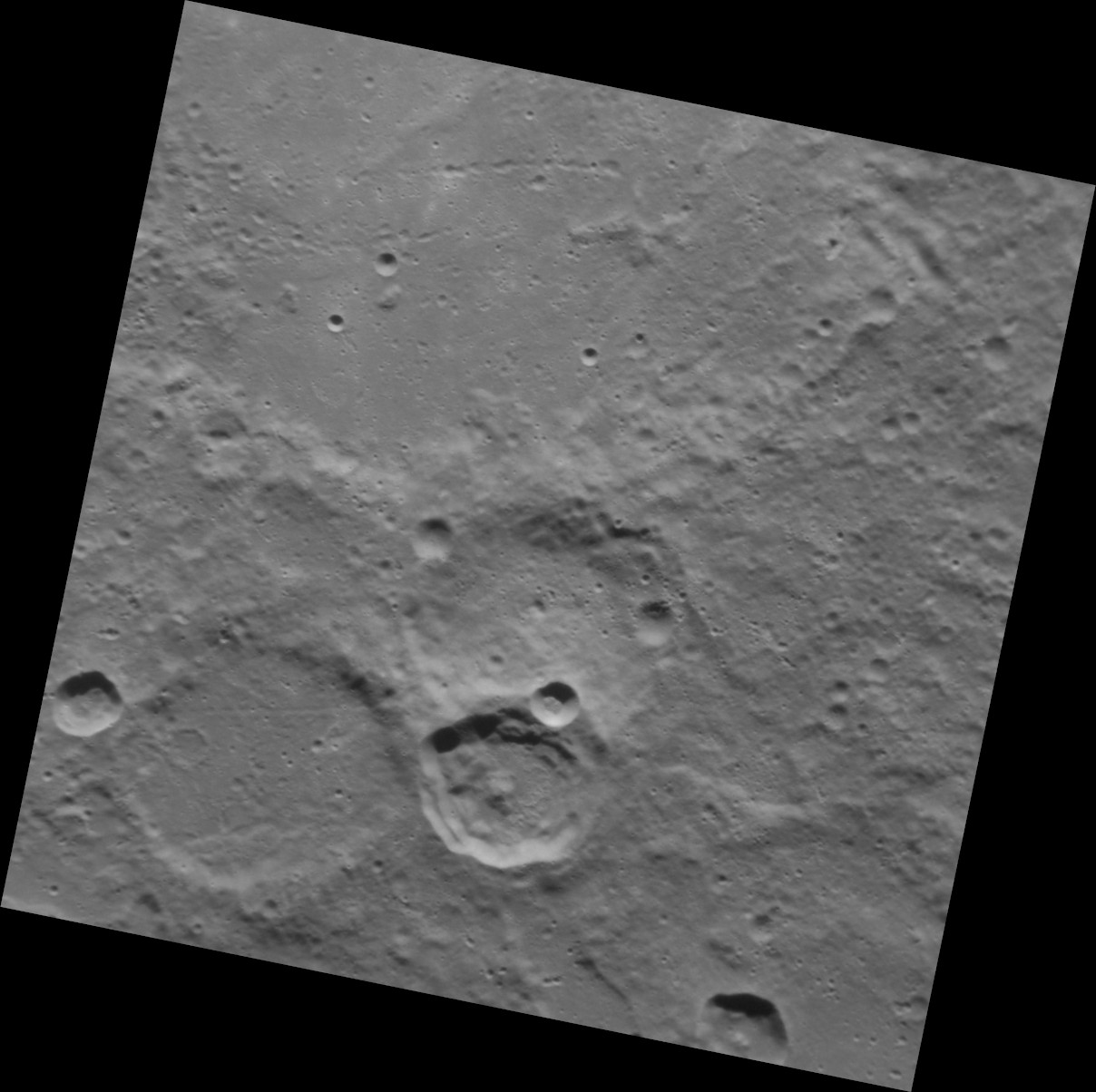
Imatge del cràter Ovid (al centre inferior de la imatge).

Ovid és un cràter d'impacte en el planeta Mercuri de 41 km de diàmetre. Porta el nom del poeta de l'antiga Roma Ovidi (43 aC-17), i el seu nom va ser aprovat per la Unió Astronòmica Internacional el 1976.